# Wicklowiaceae
Wicklowiaceae is een familie van de  Ascomyceten. Het typegeslacht is Wicklowia.

## Geslachten
Volgens Index Fungorum bevat de familie de volgende geslachten:
- Wicklowia